# Nålkvastmossa
Nålkvastmossa (Dicranum tauricum) är en bladmossart som beskrevs av Sapehin 1911. Nålkvastmossa ingår i släktet kvastmossor, och familjen Dicranaceae. Enligt den finländska rödlistan är arten nära hotad i Finland. Arten är reproducerande i Sverige. Artens livsmiljö är naturmoskogar. Inga underarter finns listade i Catalogue of Life.